# Wombat à nez poilu du Nord
Lasiorhinus krefftii
Espèce
Synonymes
- Lasiorhinus gillespiei (De Vis, 1900)[2]
- Lasiorhinus latifrons barnardi Longman, 1939[2]
- Lasiorhinus latifrons gillespei (De Vis, 1900)[2]
- Lasiorhinus latifrons krefftii[2]
- Phascolomys gillespiei De Vis, 1900[2]
- Phascolomys krefftii Owen, 1872[2]
- Vombatulla gillespiei[2]
- Wombatula gillespei (De Vis, 1900)[2]

Statut de conservation UICN

 CR B1ab(iii)+2ab(iii) : 
En danger critique
Statut CITES
Répartition géographique
Le Wombat à nez poilu du Nord ou Wombat à nez poilu du Queensland (Lasiorhinus krefftii) est une espèce quasiment exterminée, endémique d'Australie. Il n'en resterait que 80 individus dans une partie de la réserve du parc national de la forêt Epping au Queensland. Il fait partie de la liste du programme EDGE (Evolutionarily Distinct & Globally Endangered), dont l'objectif est d'étudier et de protéger les espèces animales les plus atypiques. Le Wombat à nez poilu du Nord s'est vu attribuer un score EDGE, fondé sur la rareté de l’espèce, la menace qui pèse sur elle, et son originalité, de 9 DR. (source: Lefigaro.fr 17/01/07- article: Une arche de Noé pour les animaux les plus étranges).
Son statut UICN "en danger critique d'extinction" est dû à l'introduction d'espèces exogènes par l'homme en Australie ainsi qu'à la destruction de son habitat naturel.

## Description
Il peut atteindre 35 cm de haut, 1 m de long et peser jusqu'à 40 kg. Les femelles sont un peu plus grosses que les mâles parce qu'elles ont plus de graisse. Il est légèrement plus grand que le wombat commun et est capable de se reproduire un peu plus rapidement (deux jeunes tous les trois ans). L'odorat est très important pour le wombat à nez poilu car il a une très mauvaise vue et donc il a besoin de sentir sa nourriture dans l'obscurité. Il lui faut environ une journée pour creuser un terrier avec ses puissantes griffes acérées qui mesurent environ 5 cm de longueur.

## Liste des sous-espèces
Selon Catalogue of Life (8 mai 2019) et Mammal Species of the World (version 3, 2005)  (8 mai 2019) :
- sous-espèce Lasiorhinus krefftii barnardi (Longman, 1939)
- sous-espèce Lasiorhinus krefftii gillespiei (DeVis, 1900)
- sous-espèce Lasiorhinus krefftii krefftii (Owen, 1873)

## Comportement
C'est un animal nocturne, connu pour partager ses terriers.
Son régime alimentaire se compose d'herbe et de divers types de racines. Son habitat est infesté par une graminée africaine, Cenchrus ciliaris, qui a tendance à supplanter la flore indigène préférée des wombats.

## Alimentation
Strictement herbivore, il se nourrit principalement d’Aristida, d’Enneapogon, de Fimbristylis dichotoma et de Cenchrus ciliaris.

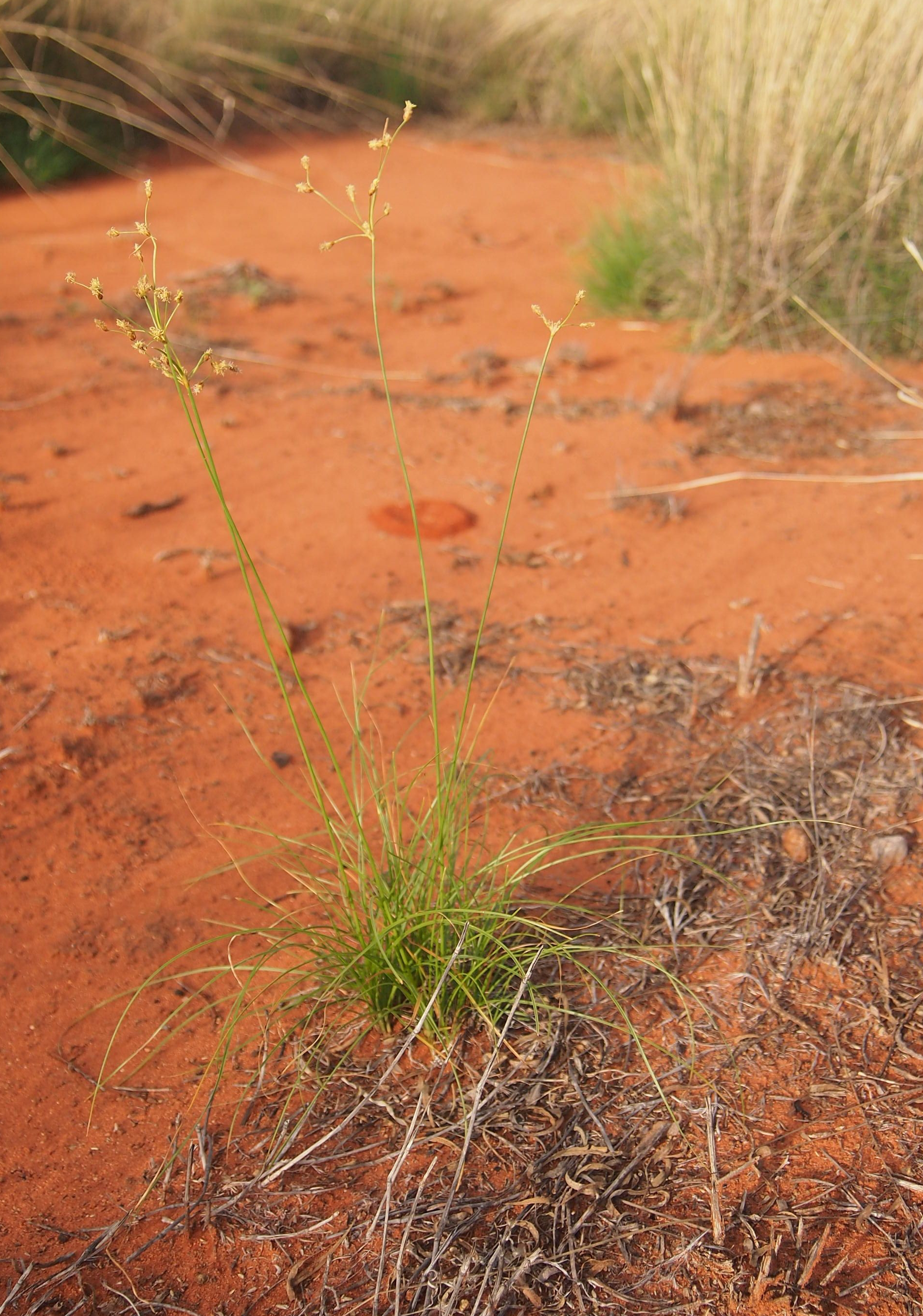
Fimbristylis dichotoma.

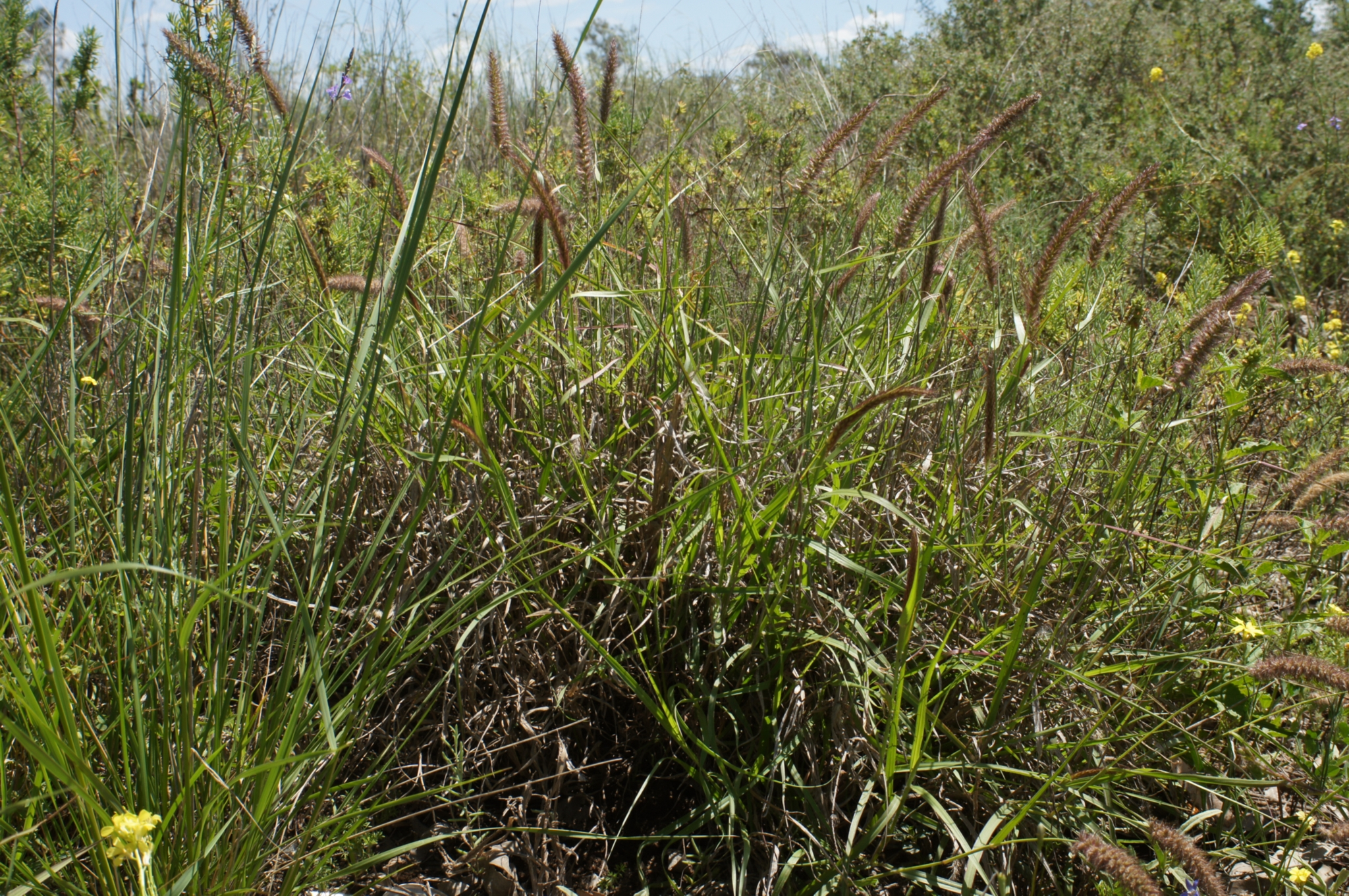
Cenchrus ciliaris en Australie.

## Reproduction
La saison de reproduction a lieu au printemps-été, le petit naît entre novembre et mars. Après sa naissance, le petit est porté dans la poche de sa mère pendant 6 mois, puis elle s'occupe de lui jusqu'à ses 9 mois.